# وزارت امور زنان (افغانستان)
وزارت امور زنان از وزارت‌خانه‌های حکومت افغانستان بود که در سال ۲۰۰۱ بعد از سرنگونی طالبان توسط دولت موقت افغانستان برای حمایت از حقوق زن در این کشور به وجود آمد. آخرین وزیر زنان که در سال ۲۰۱۵ منصوب شد، دلبر نظری بود.
در پی اعلام کابینه جدید توسط دولت نوتاسیس طالبان در ۸ سپتامبر ۲۰۲۱، وزارت امور زنان دیگر وجود ندارد.

## پیشینه
این وزارت از سال ۱۳۸۰، بر اساس فیصله‌های کنفرانس بن در آلمان، منحیث حلقه اتصال میان قشر زن و دولت جمهوری اسلامی افغانستان در راستای ارتقای سطح آگاهی و ظرفیت، بسیج و تشکل و مشارکت زنان در انکشاف ملی، فعالیت می‌کند. موافقتنامه بن که اساس گذار و سنگ بنای ادارهٔ دموکراتیک و پایدار در افغانستان می‌باشد، نشان دهنده آن است که مشارکت زنان و توجه به حقوق و وضعیت آنان به مثابه یک نیاز بوده و همچنان به آن به حیث دیدگاه صلح سرتاسری و روند بازسازی نگریسته می‌شود.

نشانواره اولیه این وزارت

وزارت امور زنان، یکی از ارگان‌های اجرایوی نظام و تشکیلات اداری حکومت جمهوری اسلامی افغانستان بود و حکومت (قوهٔ اجرائیه) یکی از قوای ثلاثه دولت بود. این ارگان مطابق مقرره تنظیم اجراآت و فعالیت‌های وزارت امور زنان که از جانب شورای وزیران در (۴) فصل و (۲۴) ماده تصویب و تنفیذ گردیده، فعالیت می‌کرد.

## وزیرها
| شماره                                | تصویر | وزیر           | تصدی        | مدت   | حزب   | رئیس‌جمهور          |
| ------------------------------------ | ----- | -------------- | ----------- | ----- | ----- | ------------------ |
| جمهوری اسلامی افغانستان (۲۰۰۱–اکنون) |       |                |             |       |       |                    |
| ۱                                    |       | سیما سمر       | ۲۰۰۱ ۲۰۰۲   | ۱ سال | مستقل | حامد کرزی          |
| ۲                                    |       | محبوبه حقوقمل  | ۲۰۰۲ ۲۰۰۳   | ۱ سال | مستقل | حامد کرزی          |
| ۳                                    |       | حبیبه سرابی    | ۲۰۰۳ ۲۰۰۴   | ۱ سال | مستقل | حامد کرزی          |
| ۴                                    |       | مسعوده جلال    | ۲۰۰۴ ۲۰۰۵   | ۱ سال | مستقل | حامد کرزی          |
| ۵                                    |       | ثریا رحیم      | ۲۰۰۵ ۲۰۰۶   | ۱ سال | مستقل | حامد کرزی          |
| ۶                                    |       | حسن بانو غضنفر | ۲۰۰۶ ۲۰۱۵   | ۱ سال | مستقل | حامد کرزی اشرف غنی |
| ۷                                    |       | دلبر نظری      | ۲۰۱۵ ۲۰۲۰   | ۶ سال | مستقل | اشرف غنی           |
| ۷                                    |       | حسینه صافی     | ۲۰۲۰ تاکنون |       | مستقل | اشرف غنی           |